# Sonic the Hedgehog 2 (film)
Sonic the Hedgehog 2 är en äventyrsfilm från 2022 baserad på datorspelserien Sonic the Hedgehog av Sega. Filmen är en uppföljare till Sonic the Hedgehog från 2020 och är regisserad av Jeff Fowler, med manus skrivet av Pat Casey, Josh Miller och John Whittington.
Filmen hade biopremiär i Sverige den 1 april 2022, utgiven av Paramount Pictures.

## Handling
Efter händelserna i Sonic the Hedgehog (2020) stannar Sonic i Green Hills medan Tom och Maddie Wachowski åker på semester. När Dr. Eggman återvänder för att leta efter Mästarsmaragden med hjälp av Knuckles the Echidna, ger Sonic och hans nya vän Miles "Tails" Prower ut för att hitta smaragden innan den hamnar i fel händer.

## Rollista (i urval)
| Karaktärer                    | Originalskådespelare          | Svenska röster          |
| ----------------------------- | ----------------------------- | ----------------------- |
| Sonic                         | Ben Schwartz (röst)           | Christian Hedlund       |
| Miles "Tails" Prower          | Colleen O'Shaughnessey (röst) | Emelie Clausen          |
| Knuckles                      | Idris Elba (röst)             | Adam Fietz              |
| Dr. Ivo Robotnik / Dr. Eggman | Jim Carrey                    | Jonas Kruse             |
| Thomas "Tom" Wachowski        | James Marsden                 | Peter Eggers            |
| Maddie Wachowski              | Tika Sumpter                  | Hilda Henze             |
| Agent Stehn                   | Lee Majdoub                   | Björn Bengtsson         |
| Kommendör Walters             | Tom Butler                    | Johan H:son Kjellgren   |
| Rachel                        | Natasha Rothwell              | Kayode "Kayo" Shekoni   |
| Randall                       | Shemar Moore                  | John Alexander Eriksson |
| Wade Whipple                  | Adam Pally                    | David Lenneman          |

- Övriga röster – Charlotte Ardai Jennefors, David Alvefjord, Ivan Mathias Petersson, Jan Åström, Magnus Ehrner, Maja Söderström, Mikael Regenholz, Miller Morris, Tove Vahlne
- Dialogregi – Charlotte Ardai Jennefors
- Översättning – Vicki Benckert
- Svensk version producerad av Eurotroll AB[6]

## Produktion

### Inspelning
Inspelningarna av filmen började den 15 mars 2021 i Vancouver och avslutades i Hawaii den 25 juni samma år.

### Musik
Den 8 december 2021 blev det klart att Tom Holkenborg, som gjorde musiken till första filmen, är tillbaka för att komponera filmens musik.

## Framtid
I februari 2022 bekräftade Sega och Paramount att Sonic the Hedgehog 3 och en Knuckles-spin-off-serie båda var under utveckling. Idris Elba återupptog sin roll som Knuckles för serien som släpptes under våren 2024 på Paramounts streamingtjänst Paramount+.